# Sulphur Springs (condado de Benton)
Sulphur Springs es una ciudad ubicada en el condado de Benton en el estado estadounidense de Arkansas. En el Censo de 2010 tenía una población de 511 habitantes y una densidad poblacional de 193,05 personas por km².

## Geografía
Sulphur Springs se encuentra ubicada en las coordenadas 36°29′3″N 94°27′36″O / 36.48417, -94.46000. Según la Oficina del Censo de los Estados Unidos, Sulphur Springs tiene una superficie total de 2.65 km², de la cual 2.64 km² corresponden a tierra firme y (0.29%) 0.01 km² es agua.

## Demografía
Según el censo de 2010, había 511 personas residiendo en Sulphur Springs. La densidad de población era de 193,05 hab./km². De los 511 habitantes, Sulphur Springs estaba compuesto por el 88.26% blancos, el 0.59% eran afroamericanos, el 2.35% eran amerindios, el 0.2% eran asiáticos, el 4.31% eran isleños del Pacífico, el 1.17% eran de otras razas y el 3.13% pertenecían a dos o más razas. Del total de la población el 4.31% eran hispanos o latinos de cualquier raza.